# Sixtuskirche
Sixtuskirchen bzw. Sixtuskapellen heißen Kirchengebäude, die das Patrozinium eines der verschiedenen Heiligen mit dem Namen Sixtus tragen.

## Deutschland
- St. Xystus (Allakofen), Bayern
- St.-Sixtus-Kirche in Badersleben (Sachsen-Anhalt)
- St.-Sixtus-Kirche in Blossenau, Gemeinde Tagmersheim, Bayern
- St.-Sixtus-Kapelle in Eichelberg, Stadt Geisenfeld, Bayern
- St.-Sixtus-Kirche in Erlangen-Büchenbach, Bayern
- St. Sixtus und Sebastian (Deinting)
- St. Sixtus (Dörndorf)
- St.-Sixtus-Kirche in Ermsleben, Stadt Falkenstein/Harz, Sachsen-Anhalt
- Klosterkirche St. Sixtus auf der Konradsburg bei  Ermsleben, Stadt Falkenstein/Harz, Sachsen-Anhalt
- St.-Sixtus-Kirche in Faulenberg, Stadt Schillingsfürst, Bayern
- Dom zu Halberstadt (St. Stephanus und St. Sixtus), Halberstadt, Sachsen-Anhalt
- St.-Sixtus-Kirche in Haltern am See, Nordrhein-Westfalen
- St. Sixtus (Hartham), Gemeinde Riekofen, Bayern
- St. Sixtus (Hettstadt), Bayern
- St.-Sixtus-und-Sinnicius-Kirche in Hohenkirchen, Gemeinde Wangerland, Niedersachsen
- St. Sixtus (Hütting), Bayern
- St. Sixtus (Laubenzedel), Stadt Gunzenhausen, Bayern
- ehemalige St.-Sixti-Kirche in Merseburg, Sachsen-Anhalt
- St.-Sixtus-Kirche in Moorenweis, Bayern
- St.-Sixtus-Kirche in Münchsmünster, Bayern
- St.-Sixti-Kirche, Northeim, Niedersachsen
- St.-Sixtus-Kapelle neben dem Passauer Dom St. Stephan, Bayern
- St. Sixtus (Pollenfeld), Bayern
- St. Sixtus, Prichsenstadt, Bayern, siehe Evangelische Kirche (Prichsenstadt)
- St.-Sixtus-und-Sinnitius-Kirche in Ramelsloh, Gemeinde Seevetal, Niedersachsen
- St.-Sixtus-Kirche in Reisensburg, Stadt Günzburg, Bayern
- St. Sixtus (Reutlingendorf), Baden-Württemberg
- St. Sixtus Reutlingendorf, Obermarchtal, Baden-Württemberg
- St. Sixtus in Schliersee, Bayern
- St.-Sixti-Kirche in Schneidlingen, Stadt Hecklingen, Sachsen-Anhalt
- Filialkirche St. Sixtus in Sixthaselbach, Gemeinde Wang, Bayern
- Pfarrkirche St. Sixtus in Stierhöfstetten, Markt Oberscheinfeld, Bayern
- St. Sixtus in Weisingen, Gemeinde Holzheim, Bayern
- St.-Sixtus-Kirche in Werlte, Niedersachsen
- St.-Sixtus-Kirche in Zunsweier, Stadt Offenburg, Baden-Württemberg

## Frankreich
- St-Sixte d’Ars, Département Ain
- St-Sixte d’Aubignan, Département Vaucluse
- St-Sixte (Eygalières), Département Bouches-du-Rhône
- St-Sixte de Sorgues,  Départements Vaucluse

## Italien
- San Sisto Vecchio, eine Titelkirche in Rom

sowie weitere Kirchen mit diesem Patrozinium:
- San Sisto (Cevo)
- San Sisto (Genua)
- San Sisto (Piacenza)
- San Sisto (Pisa)
- San Sisto (Viterbo)
- Pfarrkirche zum Hl. Sixtus in Caldonazzo, Trentino-Südtirol

## Österreich
Niederösterreich
- Pfarrkirche Ferschnitz

Oberösterreich
- Pfarrkirche Altenfelden
- Filialkirche Straß bei Sankt Sixt

Tirol
- Pfarrkirche Niederau